# The Shattered Tree
The Shattered Tree è un cortometraggio muto del 1914 diretto da Ben F. Wilson.

## Produzione
Il film fu prodotto dalla Edison Company.

## Distribuzione
Distribuito dalla General Film Company, il film - un cortometraggio in due bobine - uscì nelle sale cinematografiche degli Stati Uniti il 3 luglio 1914.